# Nikolaus Dimmel

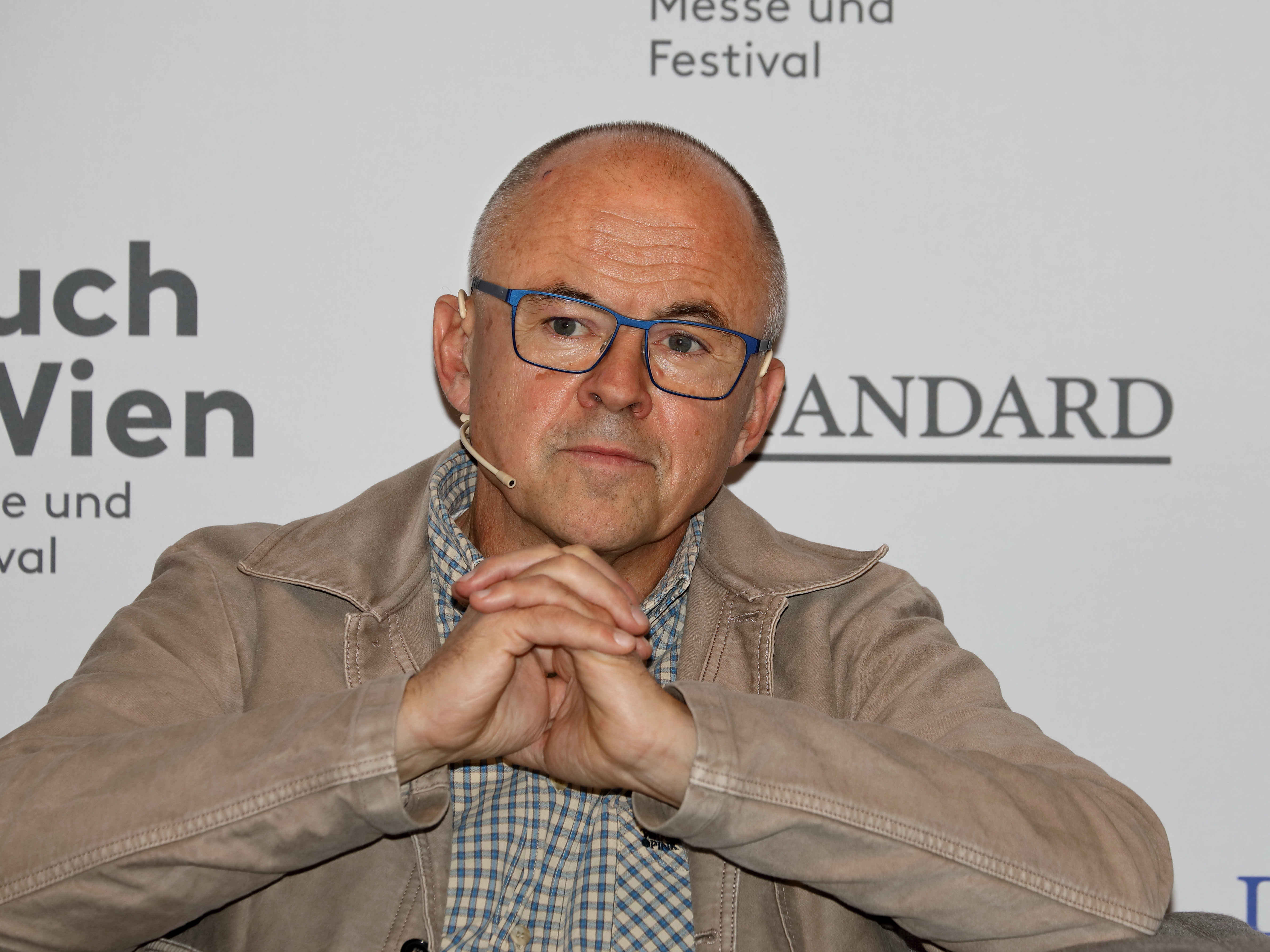
Nikolaus Dimmel

Nikolaus Dimmel (* 1. November 1959 in Linz) ist ein österreichischer Rechts- und Politikwissenschaftler.

## Leben
Dimmel absolvierte eine Tischlerlehre bis zur Gesellenprüfung und studierte anschließend Rechtswissenschaften, Politikwissenschaften, Kommunikationswissenschaften und Soziologie. 1990 wurde er mit einer Arbeit über Rechtsgelehrte und Sozialtechnologen. Umrisse einer Sozial- und Mentalitätengeschichte des österreichischen Rechtsstabes im 18. und 19. Jahrhundert am Fachbereich Politikwissenschaft und Soziologie der Geisteswissenschaftlichen Fakultät der Paris-Lodron-Universität Salzburg zum Dr. phil. promoviert. Von 1990 bis 1995 war er Leiter des Sozialamts der Stadt Salzburg. 1995/96 war er APART-Stipendiat der österreichischen Akademie der Wissenschaften. 1997 wechselte er in die universitäre Laufbahn und wurde 1998 Leiter des Lehrgangs für Sozialmanagement an der Universität Salzburg. Im selben Jahr erfolgte die Habilitation. Er ist außerordentlicher Universitätsprofessor für Politikwissenschaft am Fachbereich für Sozial- und Wirtschaftswissenschaften an der Universität Salzburg. Im Jahr 2000 wurde er Geschäftsführer des Instituts für Sozialmanagement, 2006 Leiter des Lehrgangs für Migrationsmanagement.
Seine Forschungsschwerpunkte sind Recht und Politik im zweiten sozialen Netz [Rechtsfragen der Sozialhilfe, Behindertenhilfe, Jugendwohlfahrt und Sozialen Dienste]; Sozialwirtschaft – Organisation sozialer Dienste [dritter Sektor]; Management sozialer Dienstleistungen [Sozialmanagement]; österreichische und europäische Sozial- und Wohlfahrtspolitik; sozialpolitische Handlungsfelder in Sozial- und Wohlfahrtsstaat (unter besonderer Berücksichtigung von rechtspolitologischen Fragestellungen; Entwicklung der Sozialrechtspolitik); Sozialplanung und Soziotechnik (Steuerungs- [Kennziffern] und Evaluationstechniken) und Soziologie sozialer Ungleichheit (Armutssoziologie) und spezielle Soziologien soweit sozialpolitische Fragen davon berührt sind (Konfliktsoziologie, Soziologie sozialer Kontrolle, Familiensoziologie).
Bei der Nationalratswahl 2017 trat Dimmel als Kandidat für die Liste Pilz an.

## Schriften (Auswahl)

### Als Autor
- Sozialhilfe: Strukturen, Mängel, Vorschläge. Verlag des Österreichischen Gewerkschaftsbundes, Wien 1989.
- Juristische Berufsbilder. Arbeitsmarktchancen für JuristInnen. Ein Leitfaden. WUV-Universitätsverlag, Wien 1992, ISBN 3-85114-073-7.
- Sicher in Österreich. Innere Sicherheit und soziale Kontrolle. WUV-Universitätsverlag, Wien 1996, ISBN 3-85114-300-0.
- Sozialmanagement oder Wohlfahrtsverwaltung? Überlegungen zum Umbau des Wohlfahrtsstaates. Lang, Frankfurt am Main u. a. 1997, ISBN 3-631-41698-9.
- Gemeinnützige Zwangsarbeit? Arbeitsmarktintegration zwischen Arbeitspflicht und innovativen Beschäftigungsmaßnahmen. Verlag des Österreichischen Gewerkschaftsbundes, Wien 2000, ISBN 3-7035-0815-9.
- mit Johann J. Hagen: Strukturen der Gesellschaft. Familie, soziale Kontrolle, Organisation und Politik. WUV Universitätsverlag, Wien 2005.
- Recht haben und Recht kriegen. Arbeitsbuch Sozialhilfe und bedarfsorientierte Mindestsicherung. StudienVerlag, Wien u. a. 2011.
- Soziale Dienste in Österreich. Mit Tom Schmid. StudienVerlag, Innsbruck/Wien 2013.
- Der gute Wohlfahrtsstaat. Zur Qualität von Sozialdienstleistungen. pro mente edition, Linz 2017.
- mit Tom Schmid: Selbstverwaltung. Die demokratische Organisation der sozialen Daseinsvorsorge. ÖGB Verlag, Wien 2019.
- mit Josef Schmee: Das Laboratorium: Politische Ökonomie und Soziologie pandemischer Herrschaft. Wiener Verlag, Bad Vöslau 2021.
- mit Peter Nausner, Tom Schmid, Franz Wolfmayr: Pflegegegenwart und Pflegezukunft. Wiener Verlag für Sozialforschung, Wien 2021.
- mit Karl A. Immervoll, Franz Schandl: Sinnvoll tätig sein. Wirkungen eines Grundeinkommens.  2. Auflage Wien: ÖGB Verlag, Wien 2021.
- mit Alfred J. Noll: Aussichten auf den Öko-Leviathan? Eine Polemik. Bahoe Books, Wien 2021, ISBN 978-3-903290-64-8.
- mit Alfred J. Noll: Recht. Kaputt. Eine Ruinenbesichtigung, Bahoe Books, Wien 2023, ISBN 978-3-903478-03-9.

### Als Herausgeber
- Politik und Recht. Beiträge zum Wechselverhältnis von Gesellschaft und Recht. Ed. Fortschrittliche Wissenschaft, Wien 1988.
- Das Recht der Sozialwissenschaft. NWV – Neuer Wissenschaftlicher Verlag, Wien/Graz 2007.
- Die Gewalt des neoliberalen Staates. Facultas.WUV, Wien 2008.
- Handbuch Armut in Österreich. StudienVerlag, Innsbruck 2009.